# Échelle de Fujita améliorée
L'échelle de Fujita améliorée, ou EF (selon l'anglais Enhanced Fujita), est une échelle de classement de la force des tornades selon les dommages causés. Elle est utilisée aux États-Unis pour remplacer l'échelle originale de Fujita depuis la saison estivale 2007. Elle a été développée pour pallier les faiblesses notées dans l'échelle originale qui montraient des incertitudes quant à la force des vents nécessaires pour causer certains dommages et à l'évaluation de situations similaires mais ayant affecté des constructions de différentes solidités.

## Historique
L'échelle de Fujita a été développée par Tetsuya Théodore Fujita de l'Université de Chicago, qui était à l'époque l'expert le plus renommé dans le domaine, en collaboration avec le météorologue Allan Pearson, aujourd'hui à la tête du Storm Prediction Center (centre de prévision des orages violents) aux États-Unis. Elle fut adoptée en 1971 comme instrument opérationnel de classification de l'intensité des tornades. Elle comporte jusqu'à 12 catégories mais seulement les catégories de 0 à 5 ont été notées dans la réalité (F0 à F5). Les vitesses de vents communiquées dans cette échelle correspondent à une estimation des vents nécessaires pour produire de tels dégâts, elles ne sont donc fournies qu'à titre indicatif puisqu'aucune corrélation expérimentale entre la vitesse des vents et les dégâts n'avait été effectuée. 
Très tôt, l'échelle a accusé certaines limitations, comme le fait qu'elle ne tienne pas compte des matériaux employés ou de la qualité de construction des structures endommagées, ou encore qu'elle se contente d'un trop petit nombre d'indicateurs, au point que dans certains cas, ces indicateurs soient simplifiés à l'extrême. Le fait que des fondations aient été balayées classe d'office une tornade en catégorie F5, sans pour autant tenir compte du type de structure, ni de la vitesse de déplacement horizontal de la tornade. Il arrive aussi fréquemment que des tornades ayant des vitesses de vents supérieures à une F5 soient tout de même classées dans cette catégorie, raison pour laquelle aucune tornade n'a été enregistrée dans une catégorie supérieure à ce jour. Ceci s'explique en raison des contraintes physiques, mais aussi de la résolution du matériel de mesure utilisé.
En raison des limitations de l'échelle de Fujita originelle, des scientifiques et des experts ont décidé d'en établir une nouvelle version améliorée dans le cadre de la Fujita Scale Enhancement Project au centre de recherche sur le vent et l'ingénierie à l'Université de Texas Tech. Ils ont analysé de 2000 à 2004 les études d'ingénieurs parues depuis les années 1970 et les rapports de dommages notés par les météorologues chevronnés comparant les effets de tornades et autres dégâts par le vent sur différentes structures. 
L'échelle améliorée fut officiellement dévoilée par le National Weather Service (NWS) le 2 février 2006 à la conférence annuelle de l'American Meteorological Society à Atlanta en Géorgie. Elle est entrée en vigueur le 1er février 2007 pour toutes les évaluations faites par le NWS. On utilise encore l'échelle originale en parallèle pour un certain temps afin de noter les différences d'évaluation, s'il y en a. Le NWS ne prévoit cependant pas reclassifier les tornades qui se sont produites avant l'adoption de la nouvelle échelle. 
Elle fut utilisée la première fois lors d'un événement de tornades multiples survenu à Greensburg, Kansas, le 4 mai 2007.

## Méthodologie
L'échelle de Fujita améliorée se fonde sur 28 indicateurs de dégâts, qui tiennent compte des types de bâtiments ou de structure, des matériaux employés, ainsi que de la qualité de construction, et qui comportent un plus grand nombre de graduations. Elle utilise également les estimations de vents pouvant être obtenues par les radars météorologiques, la photogrammétrie ainsi que les cercles laissés dans les cultures et au sol.
Les deux échelles sont donc similaires, seule la façon plus élaborée de déterminer l'intensité des dommages est différente et le niveau des vents nécessaires à les produire a été revu. La nouvelle échelle comporte les mêmes catégories de 0 à 5 (EF0 à EF5) en ajustant les vents estimés selon les études et comporte un mode d'évaluation des dommages très précis. En effet, les météorologistes avaient l'impression que les vents estimés antérieurement pour causer un certain niveau de dommages étaient trop élevés et les ingénieurs leur ont donné raison. Ainsi la dévastation totale d'une F5 qu'on associait à des vents de plus de 420 km/h ne nécessitait que des vents de 324 km/h ce qui a été donné comme niveau pour EF5.
Pour arriver à classer les dommages, on doit utiliser les 28 indicateurs de dégâts (ID) spécifiques aux types de structures et de végétations ainsi que la catégorie d'atteinte (CA) de chacun. Lors d'un événement, l'enquêteur doit :
- repérer dans le tableau le type de dommages (ID) ;
- aller ensuite dans la partie de caractérisation des atteintes (CA) et trouver ce qui décrit le mieux les dégâts ;
- en tirer les vitesses inférieure et supérieure pouvant les produire et relier cela à l'échelle EF ;
- s'il y a plusieurs types de dommages, il doit refaire ces 3 étapes et faire une moyenne des résultats ;

## Échelle améliorée
Le tableau ci-dessous donne les six catégories de l'Échelle EF par ordre d'importance. La force des vents et les exemples photographiques sont mis à jour par rapport à l'ancienne échelle mais la description est assez similaire à cette dernière. La description plus précise de la façon d'évaluer ces dommages se retrouve dans la section suivante.
| Catégorie | Vents km/h | Dommages      | Description | Description |
| EF0       | 105-137    | Légers        | Quelques morceaux de recouvrement de toit enlevés (tuile, bardeau d'asphalte, etc.), dommages aux gouttières, cheminées et revêtement de façade, branches cassées, arbres à racines de surface renversés                                                                              |             |
| EF1       | 138-178    | Modérés       | Recouvrement de toit complètement enlevés, maisons mobiles renversées ou endommagées sévèrement, portes extérieures envolées, fenêtres et autres articles en verre cassés. |             |
| EF2       | 179-218    | Considérables | Toits soufflés sur des maisons bien construites, maisons à charpente légère déplacées de leurs fondations, maisons mobiles complètement détruites, gros arbres cassés ou déracinés, objets légers devenus des projectiles, automobiles soulevées.                                     |             |
| EF3       | 219-266    | Sévères       | Étages complets de maisons solides détruits, dommages importants aux édifices publics comme les centres commerciaux et les centres d'affaires, trains renversés, arbres écorcés, camions et grosses voitures soulevés et déplacés, bâtiments légers complètement soufflés à distance. |             |
| EF4       | 267-322    | Dévastateurs  | Maisons bien construites et maisons à charpente légère détruites, voitures soufflées à distance et nombreux objets transformés en projectiles. |             |
| EF5       | >322       | Incroyables   | Maisons solides rasées et les débris projetés, objets de la grosseur d'une voiture projetés à plus de 100 mètres, gratte-ciel avec des dommages structuraux, etc. |             |

### Indicateurs de dommages et son intensité
Voici les différentes catégories de dommages et les échelles d'intensité pour chacune :

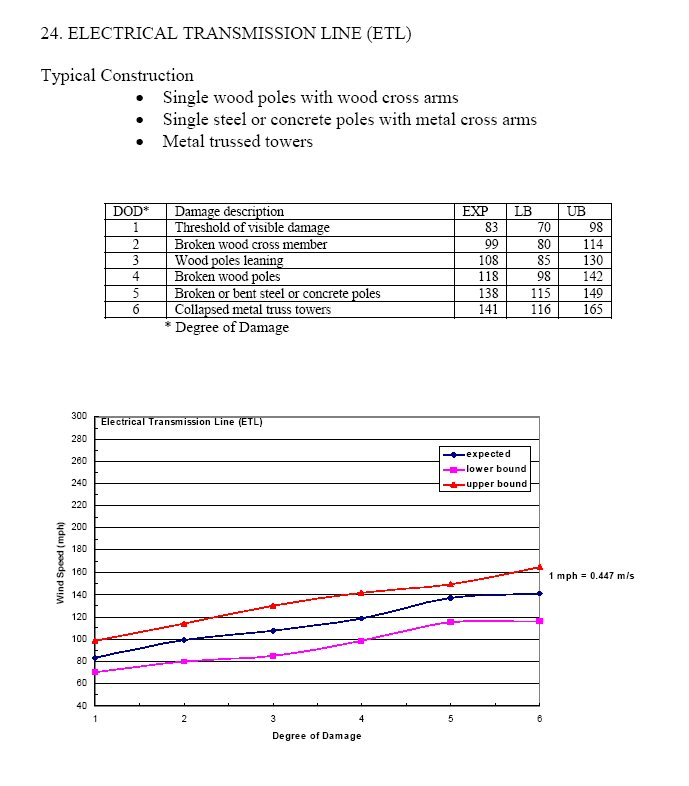
Exemple de tableau des Niveaux (NI). On y donne une description des items endommagés, à quel point ils le sont et on assigne dans le tableau les vitesses minimales (LB), maximales (UB) et moyennes (EXP) pour les causer.

| DI No. | Indicateur de dommage (ID)                                                     | Nombre de niveaux (NI) |
| ------ | ------------------------------------------------------------------------------ | ---------------------- |
| 1      | Bâtiment mineur de ferme (SBO)                                                 | 8                      |
| 2      | Résidences uni-familiale ou semi-détachée (FR12)                               | 10                     |
| 3      | Maisons préfabriquée unique (MHSW)                                             | 9                      |
| 4      | Maisons préfabriquée double (MHDW)                                             | 12                     |
| 5      | Appartements, maisons en rangés [3 étages ou moins] (ACT)                      | 6                      |
| 6      | Motel (M)                                                                      | 10                     |
| 7      | Bâtiments à logement ou motels en maçonnerie (MAM)                             | 7                      |
| 8      | Petits commerces [Restaurants rapides] (SRB)                                   | 8                      |
| 9      | Petits édifices commerciaux [Banques, bureaux médicaux] (SPB)                  | 9                      |
| 10     | Petits centres commerciaux (SM)                                                | 9                      |
| 11     | Gros centres commerciaux (LSM)                                                 | 9                      |
| 12     | Gros édifices commerciaux isolés [ex. Wal-Mart] (LIRB)                         | 7                      |
| 13     | Concessionnaire automobile (ASR)                                               | 8                      |
| 14     | garage automobile (ASB)                                                        | 8                      |
| 15     | Petite école [Un étage avec des couloirs intérieurs ou extérieurs] (ES)        | 10                     |
| 16     | École importante (JHSH)                                                        | 11                     |
| 17     | Édifice de 1 à 4 étages (LRB)                                                  | 7                      |
| 18     | Édifices de 5 à 20 étages (MRB)                                                | 10                     |
| 19     | Gratte-ciel [plus de 20 étages] (HRB)                                          | 10                     |
| 20     | Édifice institutionnel [Hôpital, édifice gouvernemental ou universitaire] (IB) | 11                     |
| 21     | Édifice à structure métallique (MBS)                                           | 8                      |
| 22     | Toit de station service (SSC)                                                  | 6                      |
| 23     | Entrepôt [Murs solides et construction en bois plein] (WHB)                    | 7                      |
| 24     | Lignes de transport électrique (ETL)                                           | 6                      |
| 25     | Pylônes de télécommunication et antennes (FST)                                 | 3                      |
| 26     | Lampadaires, poteaux de téléphone, porte-drapeau (FSP)                         | 3                      |
| 27     | Arbres feuillus (TH)                                                           | 5                      |
| 28     | Arbres conifère (TS)                                                           | 5                      |

## Effets du changement
Le fait de donner plus de guides pour estimer la force des tornades devrait permettre de mieux comparer des situations différentes et donc d'avoir moins de variabilité dans les estimations d'un événement à l'autre. Ainsi, une tornade passant dans un champ ou dans un endroit habité pouvait être difficile à comparer avec l'ancienne échelle. Ceci pouvait mener à une sous ou surestimation.
Le NWS estime que la relation entre l'ancienne échelle et la nouvelle est assez proche pour qu'on ne nomme que peu de déplacements d'une catégorie à l'autre. On ne pense pas non plus qu'il y aura plus de tornades classées EF5 même si la limite de vents estimés a été diminuée. En effet, la meilleure évaluation offerte par les tableaux de types de dommages en tient compte. De plus, la catégorie EF5 ne comporte pas de limite supérieure de vents.